# Rallicola extinctus
Rallicola extinctus (лат.) — вымерший вид пухоедов рода Rallicola из семейства Philopteridae. Паразитировал на вымершем виде птиц и исчез вместе с ним в XX веке. Был эндемиком Северного острова Новой Зеландии.

## Описание
Длина 2,2—2,6 мм. Паразитировал на птицах вида разноклювая гуйя (†Heteralocha acutirostris) и в начале XX века вымер вместе с ними. Птица пользовалась большим спросом у коллекционеров из-за использования их красивых перьев для шляп и чучел, а также из-за уничтожения лесов в местах обитания. А для паразита-пухоеда она, очевидно была единственным видом-хозяином. Вид Rallicola extinctus был впервые описан в 1990 году немецким энтомологом Эберхардом Мейем (Von Eberhard Mey) под названием Huiacola extinctus Mey, 1990 по материалам собранным ещё в XIX веке с Северного острова Новой Зеландии и хранившимся в европейских музеях. Первоначально таксон был помещен в отдельный род Huiacola, что означает «обитатель гуйи». Позднее таксон Huiacola стали рассматривать в качестве подрода в составе рода Rallicola. Видовое название R. extinctus происходит от латинизированного слова extinctus (вымерший). Он был эндемиком Северного острова Новой Зеландии.
Вид птиц — хозяин паразита

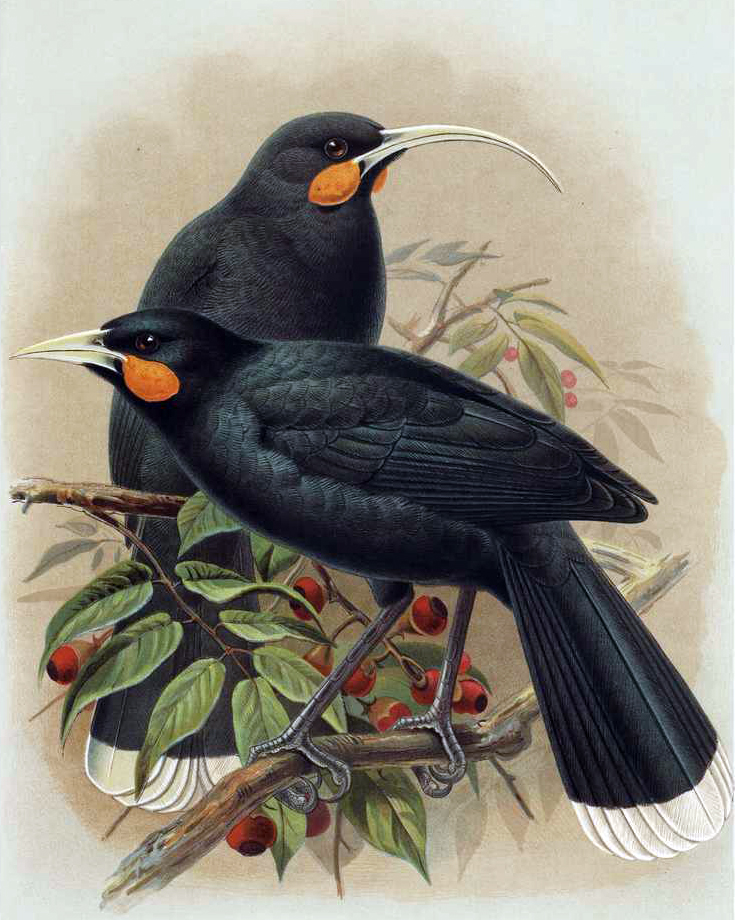
Разноклювая гуйя